# Montopoli in Val d'Arno
Montopoli in Val d'Arno este o comună în Provincia Pisa, Toscana din centrul Italiei. În 2011 avea o populație de  11.173 de locuitori.

## Demografie
Montopoli in Val d'Arno - evoluția demografică

|  | Graficele sunt indisponibile din cauza unor probleme tehnice. Mai multe informații se găsesc la Phabricator și la wiki-ul MediaWiki. |

Date: Recensăminte sau birourile de statistică - grafică realizată de Wikipedia